# Валентини, Науэль
Науэль Валентини (исп. Nahuel Valentini; родился 19 сентября 1988 года, Росарио, Аргентина) — аргентинский футболист, защитник клуба СПАЛ.

## Клубная карьера
Валентини — воспитанник клуба «Росарио Сентраль». 30 ноября 2008 года в матче против «Архентинос Хуниорс» он дебютировал в аргентинской Примере. В 2010 году клуб вылетел из элиты, но Валентини остался в команде и спустя три года помог ей вернуться обратно. 18 марта 2013 года в поединке против «Олимпо» Науэль забил свой первый гол за «Росарио Сентраль», примечательно, что он сначала отметился мячом в свои ворота.
Летом 2013 года Валентини подписал контракт с итальянским «Ливорно». 25 августа в матче против «Ромы» он дебютировал в итальянской Серии A.
Летом 2014 года Валентини перешёл в «Специю». 30 августа в матче против «Варезе» он дебютировал в итальянской Серии B. 1 ноября в поединке против «Пескары» Науэль сделал «дубль», забив свои первый голы за «Специю». Летом 2017 года Валентини перешёл в испанский «Овьедо». 20 августа в матче против «Райо Вальекано» он дебютировал в Сегунде.
16 августа 2018 года он присоединился к клубу «Асколи» по однолетнему контракту с возможностью продления на один год.
9 сентября 2020 года он подписал 2-летний контракт с «Падовой». 21 января 2021 года он был отдан в аренду клубу «Виченца» до конца сезона.